# HD 219962
HD 219962 è una stella gigante arancione di magnitudine 6,32 situata nella costellazione di Andromeda. Dista 475 anni luce dal sistema solare.

## Osservazione
Si tratta di una stella situata nell'emisfero celeste boreale. La sua posizione è fortemente boreale e ciò comporta che la stella sia osservabile prevalentemente dall'emisfero nord, dove si presenta circumpolare anche da gran parte delle regioni temperate; dall'emisfero sud la sua visibilità è invece limitata alle regioni temperate inferiori e alla fascia tropicale. Essendo di magnitudine pari a 6,3, non è osservabile ad occhio nudo; per poterla scorgere è sufficiente comunque anche un binocolo di piccole dimensioni, a patto di avere a disposizione un cielo buio.
Il periodo migliore per la sua osservazione nel cielo serale ricade nei mesi compresi fra fine agosto e dicembre; nell'emisfero nord è visibile anche fino alla metà dell'inverno, grazie alla declinazione boreale della stella, mentre nell'emisfero sud può essere osservata limitatamente durante i mesi della primavera australe.

## Caratteristiche fisiche
La stella è una gigante arancione; possiede una magnitudine assoluta di 0,5 e la sua velocità radiale positiva indica che la stella si sta allontanando dal sistema solare.